# Los Colorines
Los Colorines är en ort i kommunen Tejupilco i delstaten Mexiko i Mexiko. Samhället hade 402 invånare vid folkräkningen 2020.